# Sanjūsangen-dō
Sanjūsangen-dō (三十三間堂, «sala de 33 ken») és un temple budista de l'escola Tendai situat al districte Higashiyama de la ciutat de Kyoto, al Japó.
El temple va ser fundat l'any 1164 per Taira no Kiyomori per a l'emperador Go-Shirakawa. Es coneix oficialment com a Rengeō-in (蓮華王院, «sala del rei Lotus») i pertany al complex Myōhō-in.
El Sanjūsangen-dō és molt conegut pel seu hondō (sala principal) enormement llarg que data de 1266 (període Kamakura) i és designat Tresor Nacional del Japó. Dins hi allotja una gran col·lecció d'escultures que inclou 1001 estàtues del Kannon de mil braços dempeus, 28 divinitats guardianes, una estàtua de Fūjin, una estàtua de Raijin, i la imatge principal del temple, una gran estàtua asseguda del Kannon de mil braços. Totes aquestes tenen la designació de Tresors Nacionals en la categoria d'escultures, i la majoria daten dels períodes Heian i Kamakura.

## Història

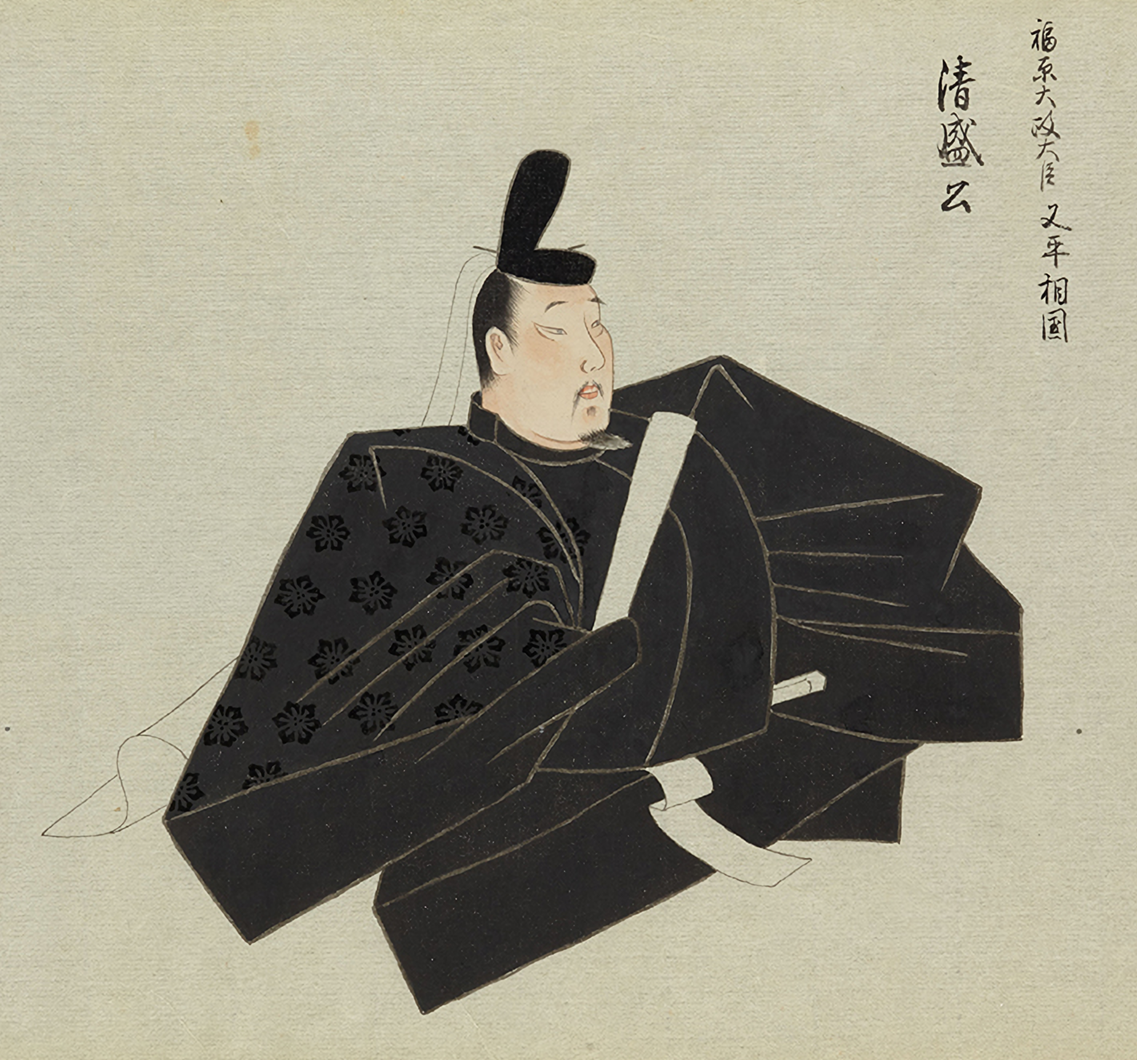
Taira no Kiyomori

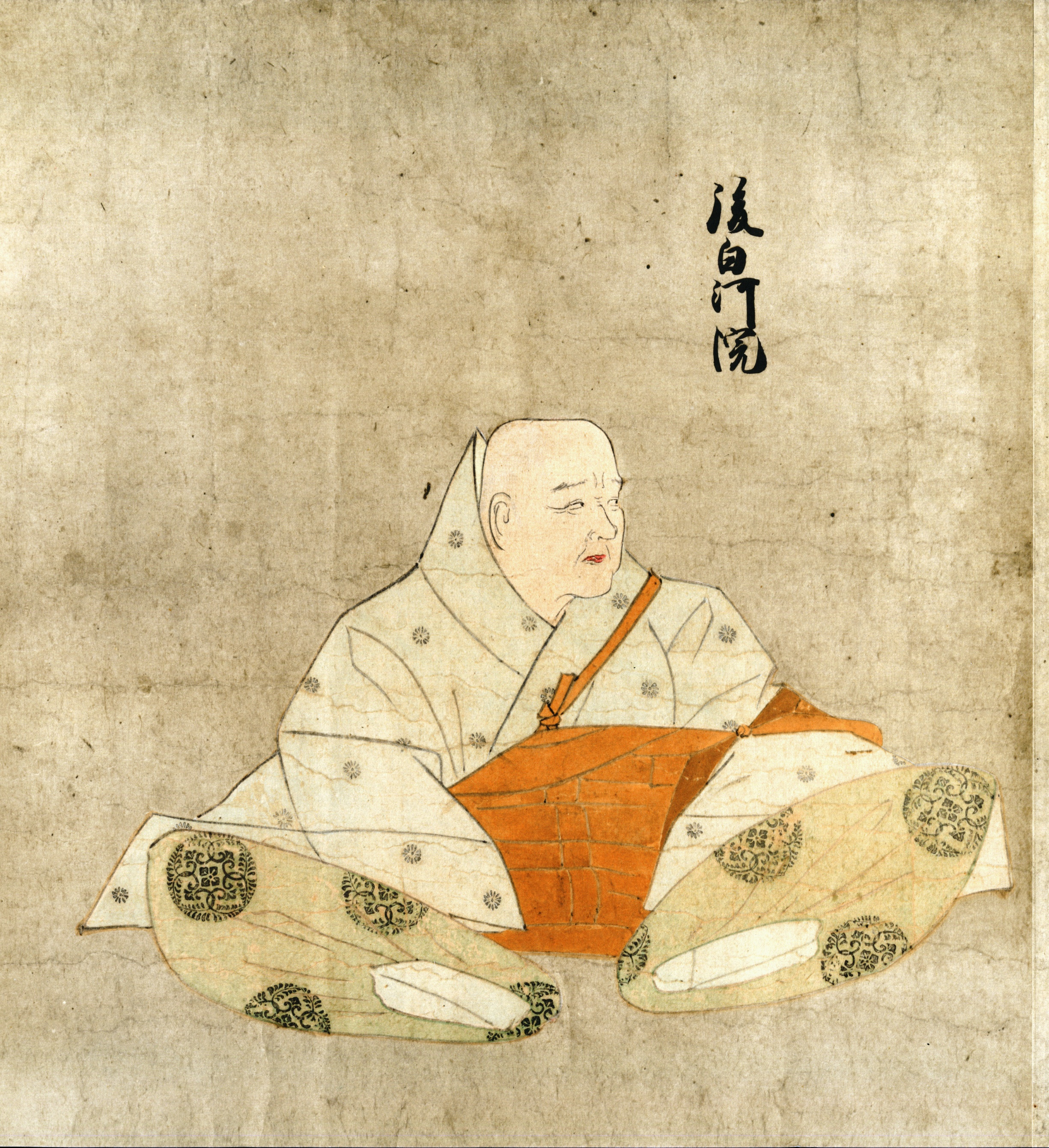
L'emperador Go-Shirakawa

Sanjūsangen-dō va ser fundada pel famós samurai i polític Taira no Kiyomori l'any 1164 per a l'emperador Go-Shirakawa. Va construir el temple al recinte propi de l'emperador Hōjūji-dono per tal d'aconseguir un títol nobiliari, el de Canceller del Regne, convertint-se en el primer samurai a fer-ho. El complex de Go-Shirakawa tenia una mida d'uns 1100 metres quadrats, dividit en Minamidono (la finca del sud) i Kitadono (la finca del nord). Quan Go-Shirakawa va morir el 1192, va ser enterrat al Hokkedō, a l'est del temple (sala del Sutra del Lotus).
El complex del temple originalment incloïa diversos edificis a part del hondō (sala principal), incloent un gojūnotō (pagoda de cinc pisos), un Kannondō (una sala de Kannon) i un Fudodō (una sala dels Quatre Reis Celestials). Tots aquests edificis van ser totalment destruïts l'any 1249 per un incendi que es va escampar per la ciutat. L'emperador Go-Saga va ordenar la reconstrucció del hondō, que va començar l'any 1251. L'edifici es va acabar el 1266 i perviu fins als nostres dies. De les 1000 escultures del Kannon de mil braços assegut que hi havia originalment des de la construcció del temple (a finals del període Heian), només 124 van salvar-se de l'incendi. Per tant, l'emperador també va fer fabricar 876 noves estàtues de Kannon per substituir les perdudes. Aquestes van ser creades per tres grups d'escultors budistes: Keiha, Enpa i Inpa, al llarg de 16 anys.
Durant el període Edo, es va celebrar 255 vegades un popular torneig anual de tir amb arc conegut com Tōshiya ("fletxa que passa") a la terrassa oest del temple. El concurs es va originar a final segle xvi i es remunta al 1606 quan es diu que un samurai anomenat Asaoka Heibei va disparar 51 fletxes en ràpida successió al llarg del pati. Al principi, els arquers disparaven fletxes des de l'extrem sud fins a l'extrem nord, on es va erigir un ornament semblant a una cortina com a diana. El concurs va guanyar popularitat durant el període Edo i, a finals del segle xvii, les competicions entre participants de les províncies d'Owari i Kishū van atraure grans multituds.
Popularment, es creu que el duel entre el famós guerrer Miyamoto Musashi i Yoshioka Denshichirō, líder dels Yoshioka-ryū, es va lluitar als afores de Sanjūsangen-dō el 1604.
El segon diumenge de gener, al temple s'hi fa un esdeveniment conegut com el Ritu del Salze, on els adoradors es toquen el cap amb una branca de salze sagrada per curar i prevenir els mals de cap, i una versió moderna del Tōshiya, el Festival de la Gran Diana, se celebra a la terrassa oest i atrau aproximadament 2000 participants de tot el Japó. Els arquers llancen fletxes a objectius d'aproximadament 50-100 centímetres de diàmetre i des d'uns 60 metres de distància.

## Característiques importants
La deïtat principal del temple és Sahasrabhuja-arya-avalokiteśvara o el Kannon dels mil braços. L'estàtua principal va ser creada per l'escultor Tankei del període Kamakura, i és un dels Tresors Nacionals del Japó. El temple també conté mil estàtues de mida natural del Kannon de mil braços que es troben tant al costat dret com a l'esquerra de l'estàtua principal en 10 files i 50 columnes. D'aquestes, 124 estàtues són les del temple original, rescatades de l'incendi de 1249, mentre que les 876 estàtues restants es van construir durant el segle xiii. Les estàtues estan fetes de xiprer japonès revestides amb pa d'or. El temple té una llargada de 120 metres. Al voltant de les mil estàtues de Kannon hi ha 28 estàtues de divinitats guardianes. També hi ha dues estàtues famoses de Fūjin i Raijin.

### Divinitats guardianes i hinduisme
Les 28 divinitats guardianes que es troben davant del buda Kannon tenen els seus orígens en textos sànscrits de l'hinduisme. Aquestes idees van arribar al Japó a través de la Xina, i la presència de divinitats hindús i budistes al temple de Sanjūsangen-dō a Kyoto suggereix diverses teories sobre l'origen i la propagació de les idees espirituals i culturals des de l'Índia fins a l'Àsia oriental.
Les estàtues de mida real d'aquestes deïtats es troben al Sanjūsangen-dō, on guarden l'estàtua principal del Senju Kannon assegut. El temple també compta amb 1.000 estàtues dempeus del Senju Kannon. Les deïtats de Sanjūsangen-dō inclouen: Naraenkengo-ou, Misshaku-kongorikishi, Touhou-ten, Birurokusha-tennou, Birubakusha-tennou, Bishamonten, Daibon-tennou, Taishaku-ten, Daibenkudoku-ten, Mawara-ou, Jinmo-ten, Konpira-ou, Manzensha-ou, Hippakara-ou, Gobujyogo-ten, Konjikikujyaku-ou, Sanshitai-sho, Nandaryu-ou, Sakararyu-ou, Karura-ou, Kondai-ou, Mansen-ou, Magoraka-ou, Makeishura-ou, Kendabba-ou, Ashura-ou, Kinnara-ou i Basusennin. Aquestes deïtats remunten els seus orígens a la mitologia dharma índia que cobreix hindús, jainistes i budistes, i corresponen a Varuna, Vixnu, Lakxmi, Brahma, Xiva, Garuda, Vāyu, Narayana, Indra i altres.

## Galeria

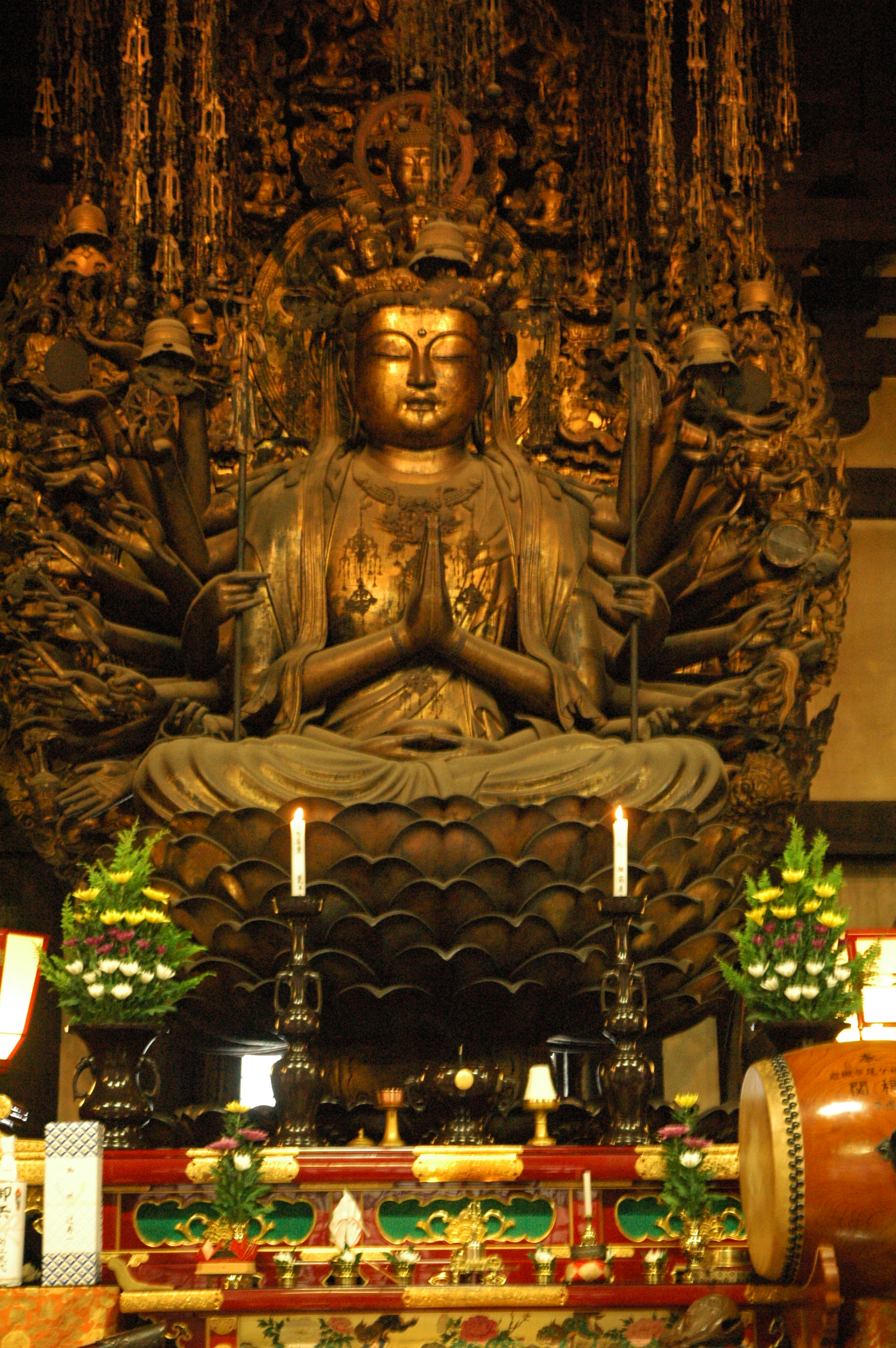
Senju Kannon, l'estàtua principal de veneració a Sanjusangen-dō (de Tankei)
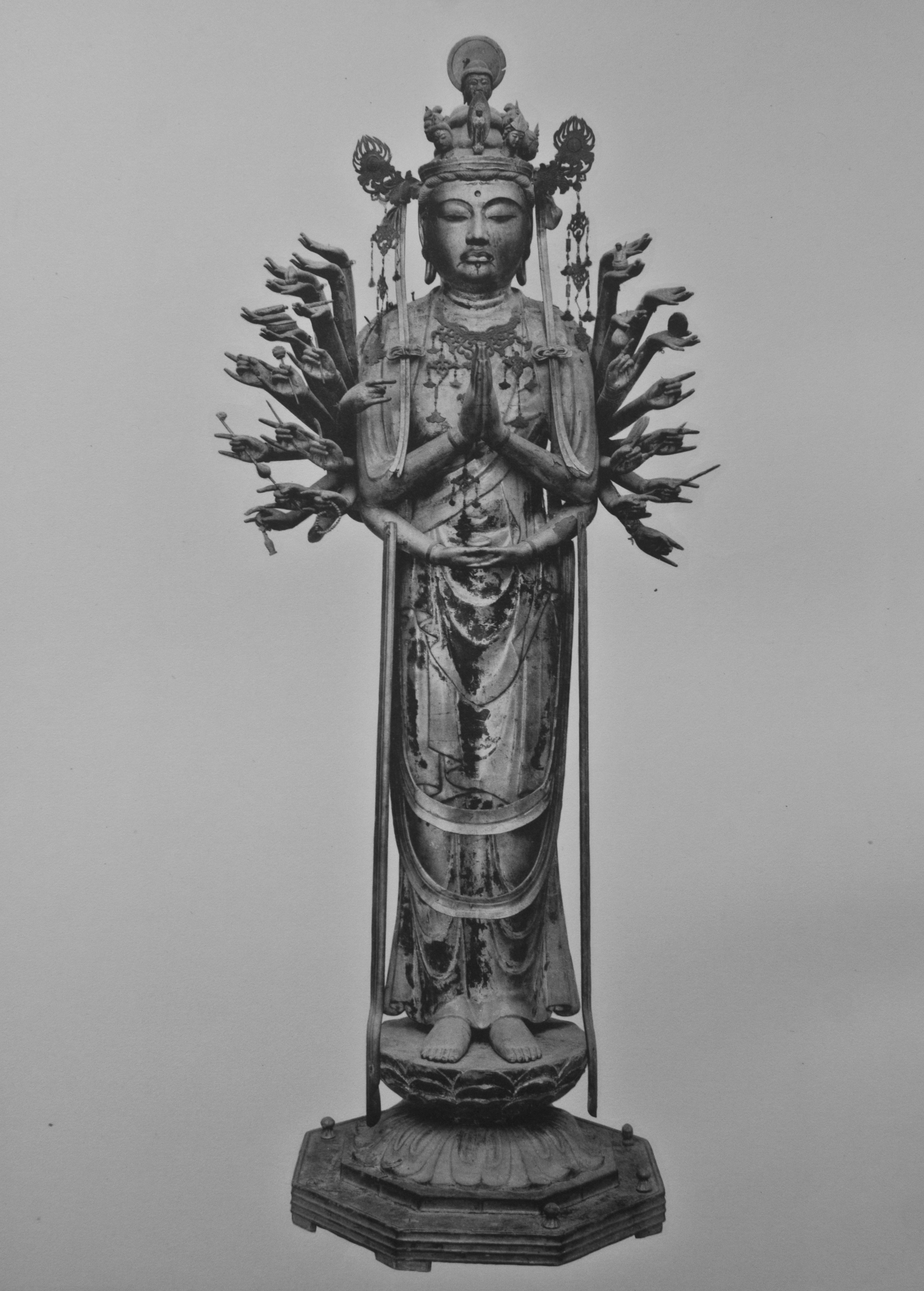
Senju Kannon núm. 20 (de Tankei)
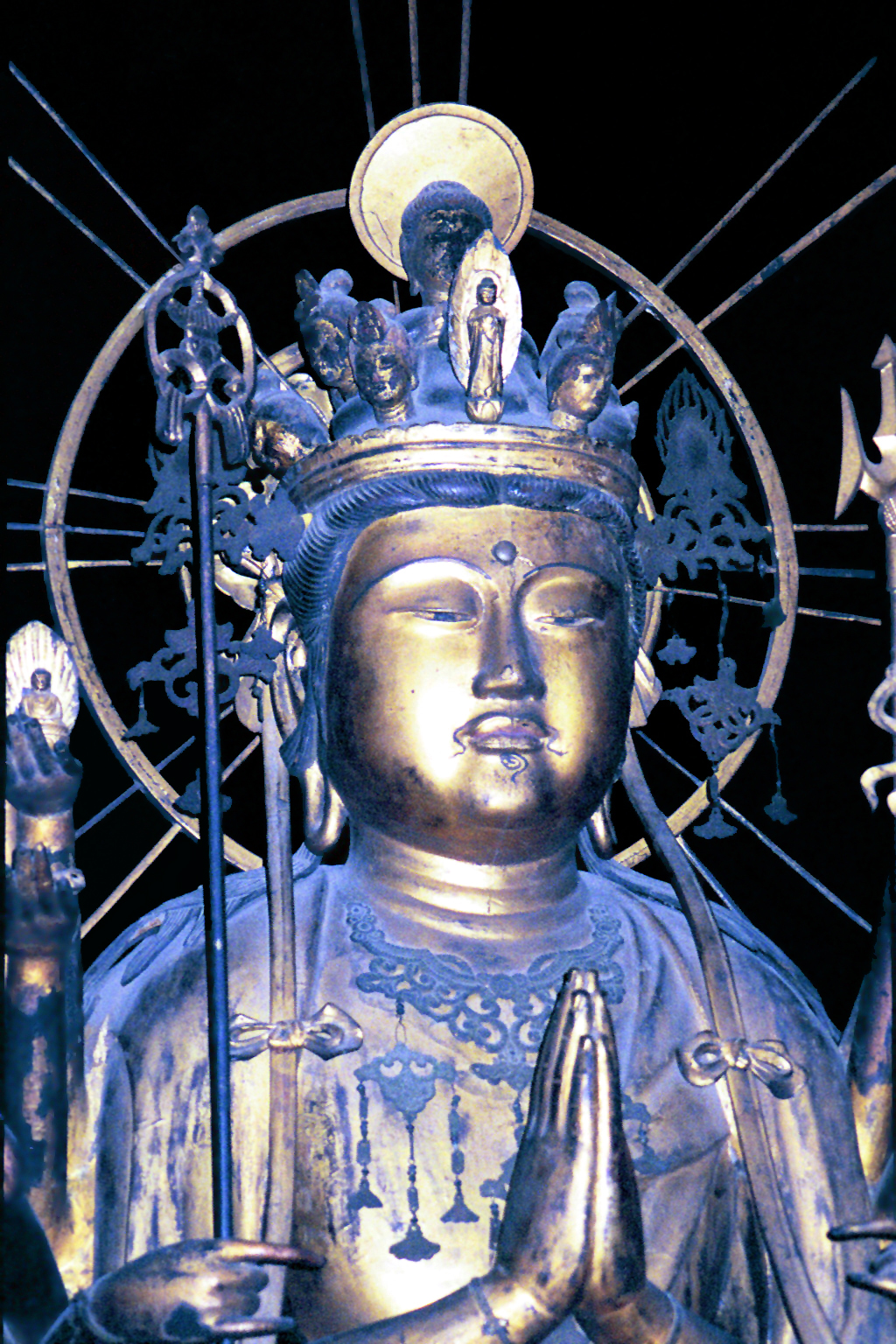
Senju Kannon núm. 40 (de Tankei)
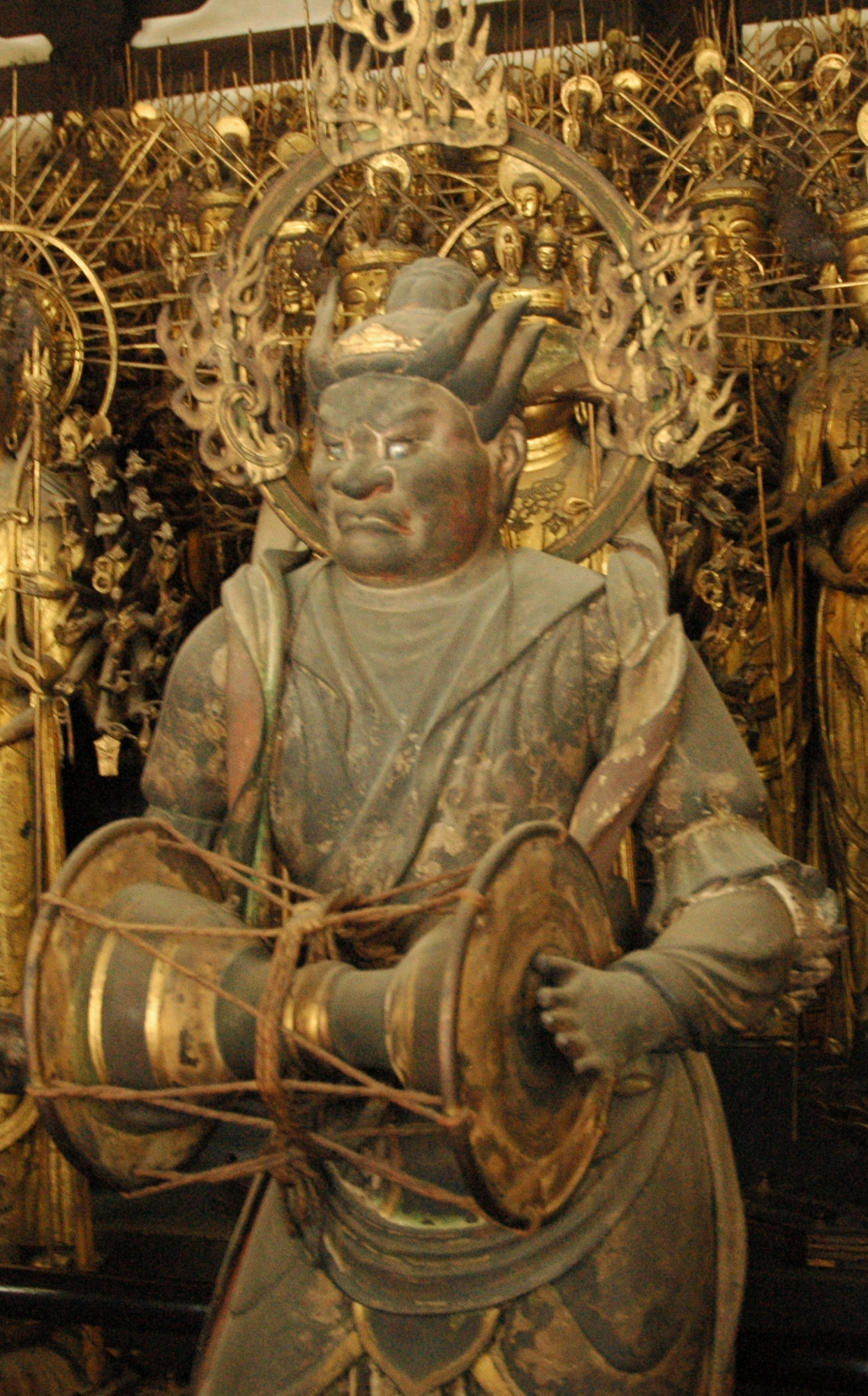
Una de les 28 divinitats del temple de Sanjusangen-do, Kendatsuba (乾闥婆)
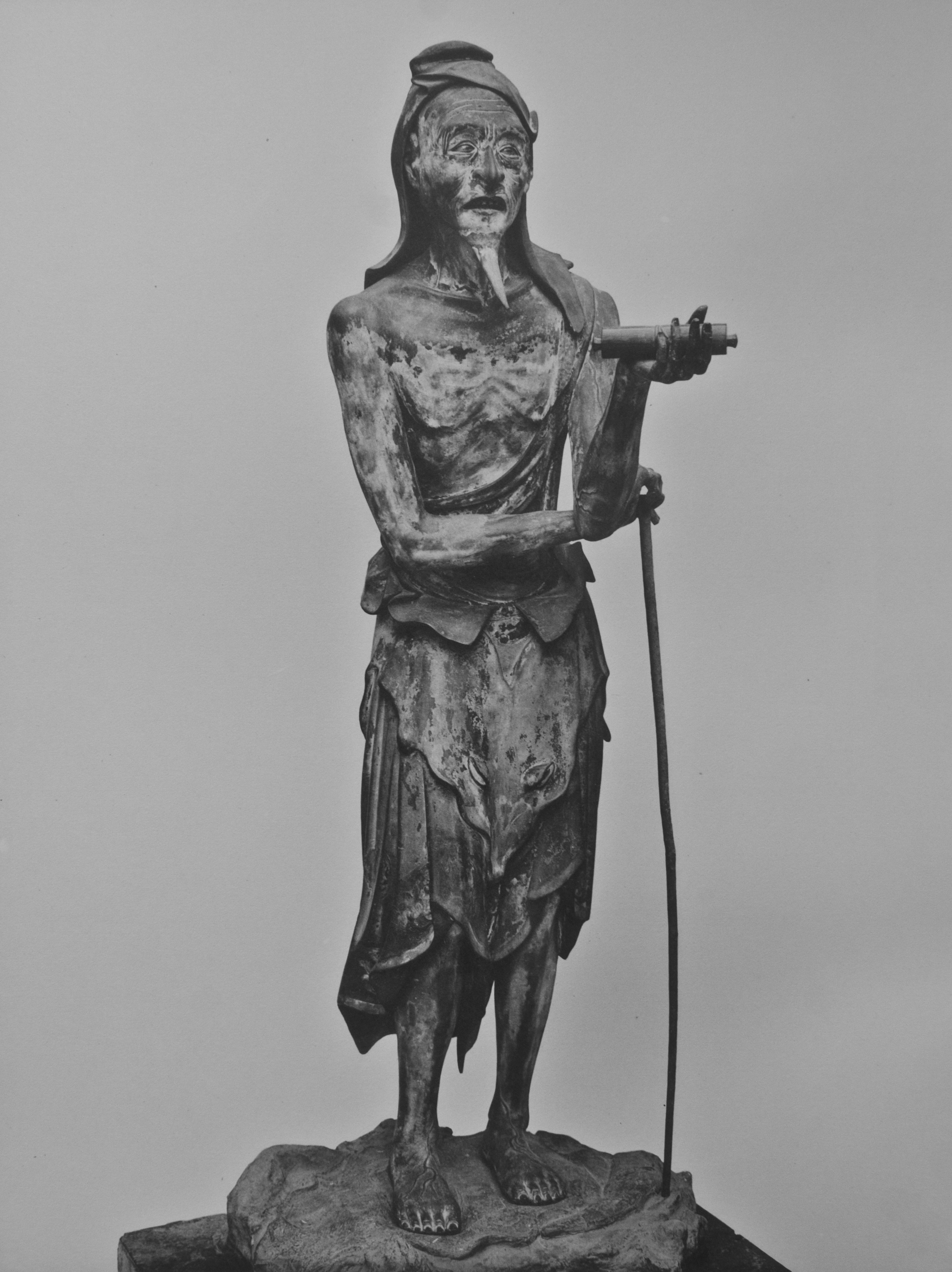
Una de les 28 divinitats del temple de Sanjusangen-do, Basu Sennin (婆藪仙人)
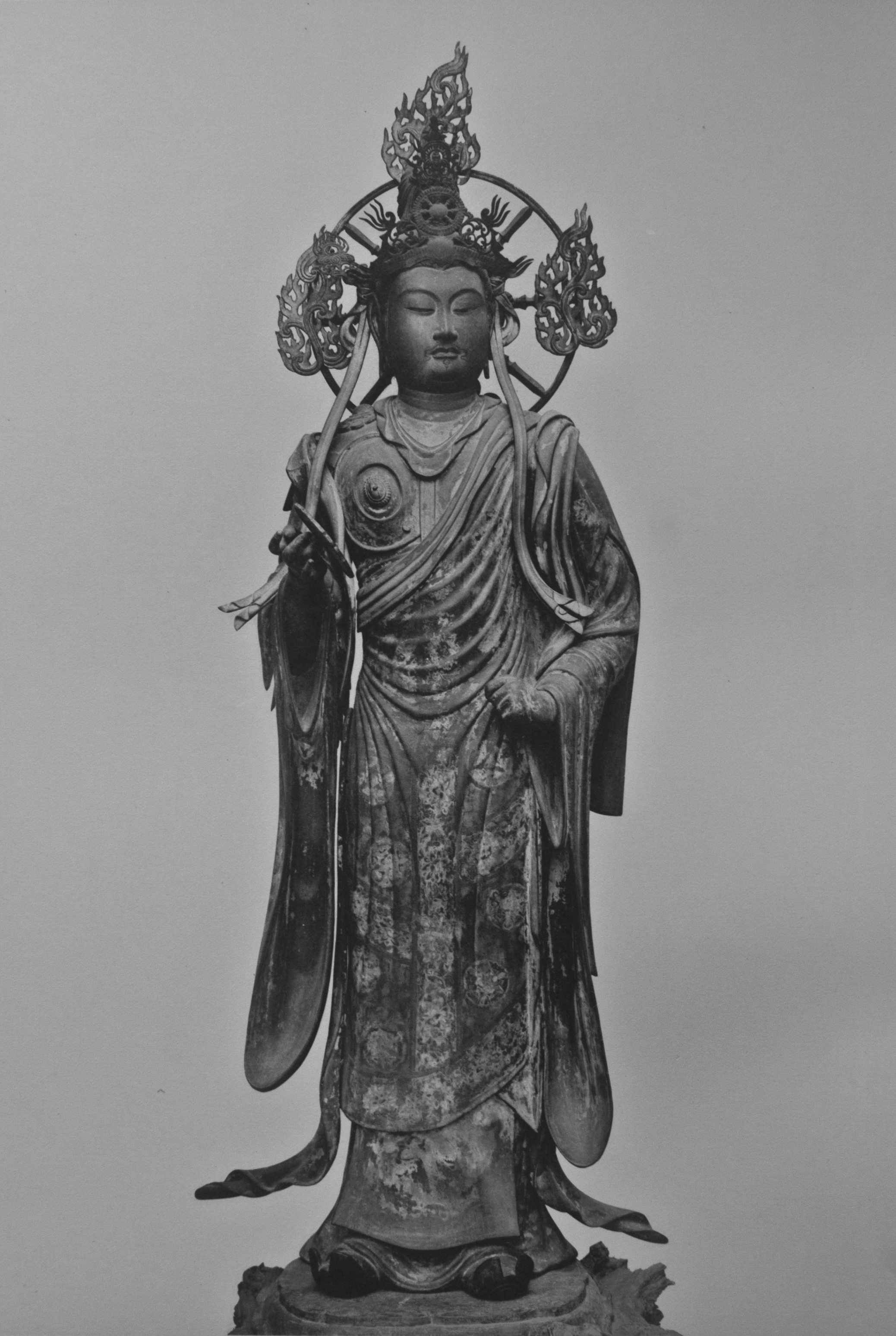
Una de les 28 divinitats del temple de Sanjusangen-do, Taishakuten (帝釈天)
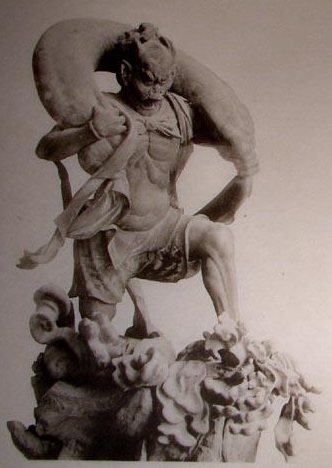
Fūjin, el kami japonès del vent
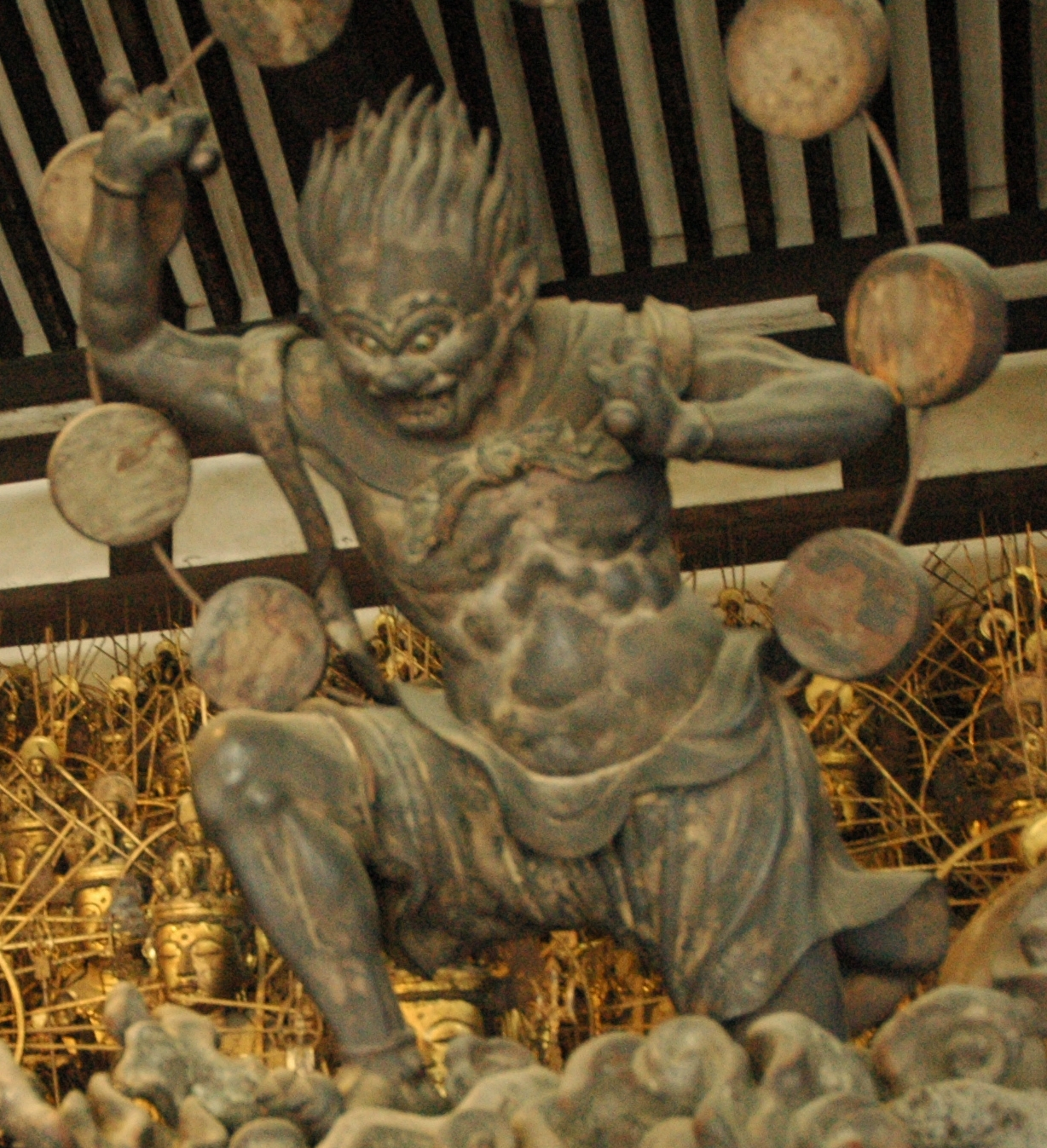
Raijin, el kami japonès del tro
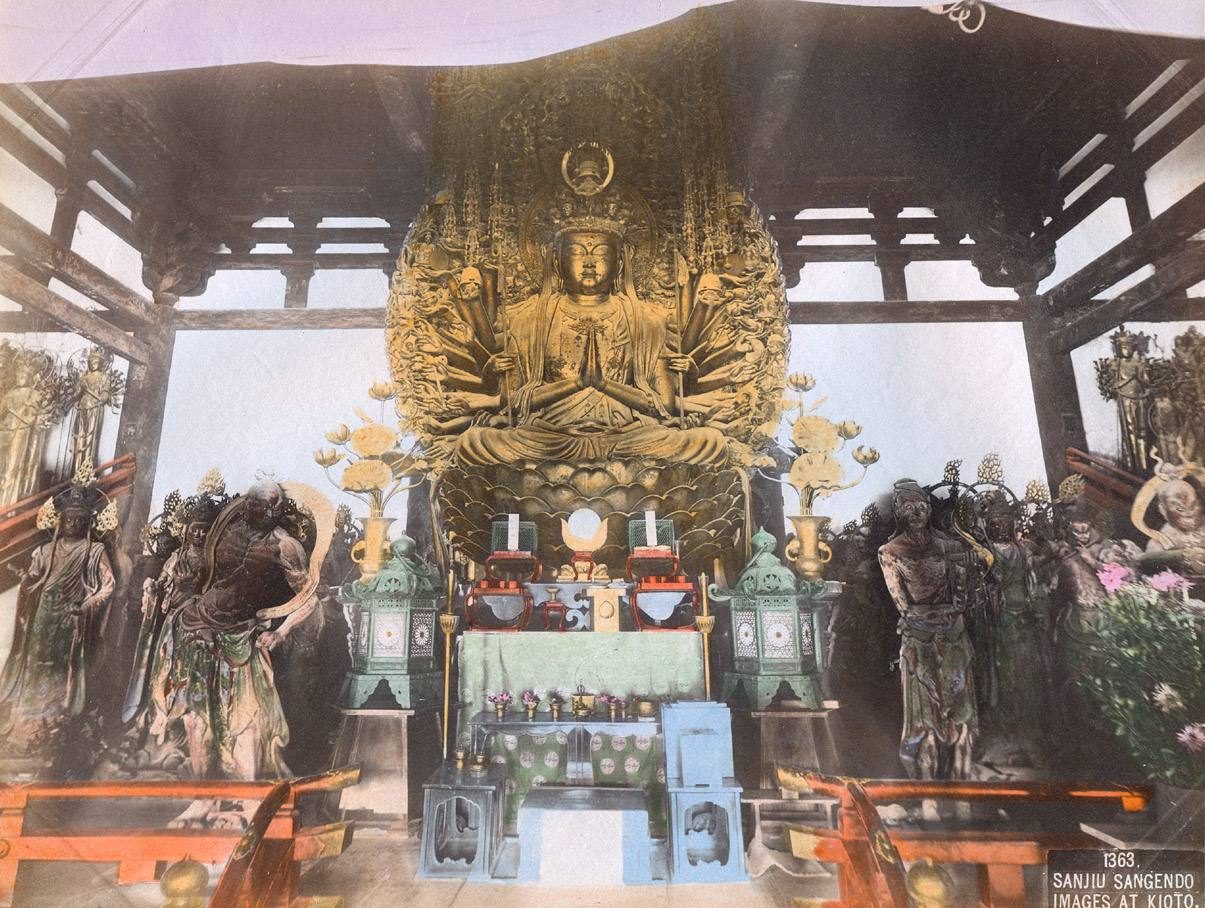
La disposició de les estàtues de Buda en el passat. Els 28 assistents que abans envoltaven la imatge principal central ara es traslladen a la part davantera de les 1000 estàtues de Senju Kannon.
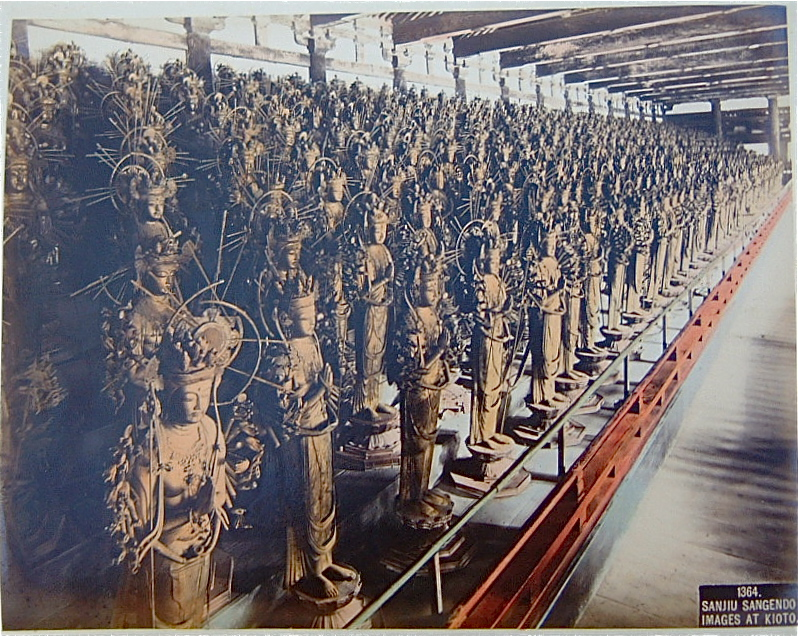
Disposició de les estàtues de Buda en el passat